# Андронов Володимир Анатолійович
Володи́мир Анато́лійович Андро́нов (* 1966) — полковник служби цивільного захисту, доктор технічних наук, професор, проректор з наукової роботи Національного університету цивільного захисту України.

## Життєпис
Народився в місті Харків, 1983 року вступив до Харківського інженерно-будівельного інституту. Протягом 1985-87 років проходив строкову службу службу в Збройних Силах СРСР, по закінченні якої поступив до ВНЗ. 1990 року закінчив Харківський інженерно-будівельний інститут, інженер-будівельник.
Протягом 1990-95 років працював інженером харківської лабораторії електрохімічної очистки стічних вод інституту ВОДГЕО. З 1995 по 1997 рік — генеральний директор харківського ПП «Глорі».
В 1997—2000 роках — заступник голови, проректор Гуманітарно-технічного інституту міської ГО «Центр гуманітарної та технічної освіти», 2000 року працював начальником кафедри пожежної профілактики технологічних процесів виробництва, Харківський інститут пожежної безпеки. Протягом 2000—2004 років — начальник кафедри пожежної профілактики технологічних процесів виробництва, Академія пожежної безпеки України.
2002 року закінчує Академію пожежної безпеки України, спеціаліст з пожежної безпеки.
З 2004 по 2006 рік — начальник факультету наглядово-профілактичної діяльності Академії цивільного захисту України. Від 2006 по 2009 рік — начальник факультету цивільного захисту населення і територій Університету цивільного захисту України, в 2009—2010 роках — начальник факультету пожежної безпеки, 2010 року — начальник факультету пожежної безпеки, Національний університет цивільного захисту України.
В 2010—2013 роках — проректор з наукової роботи–начальник науково-дослідного центру, Національний університет цивільного захисту України.
Від червня 2013 року — проректор Національного університету з наукової роботи–начальник науково-дослідного центру Національного університету цивільного захисту України.
Зареєстровано патент «Пристрій для скидання автоматизованих засобів контролю факторів небезпеки та вантажів для постраждалих з безпілотного літального апарата», 2016, співавтори — Тютюник Юлія Вадимівна, Калугін Володимир Дмитрович, Тютюник Вадим Володимирович
Нагороджений нагрудним знаком «Кращому працівникові пожежної охорони» (2004), Почесною відзнакою МНС України (2008), Почесною Грамотою Кабінету Міністрів України (2014).
Заслужений діяч науки і техніки України.
З дружиною Юлією Михайлівною виховали сина.
Серед робіт —
- «Комплексні показники оцінювання стану природно-техногенної небезпеки адміністративно-територіальних одиниць України», 2010
- «Природні та техногенні загрози, оцінювання небезпек», 2011